# Thalassina squamifera
Thalassina squamifera is een tienpotigensoort uit de familie van de Thalassinidae. De wetenschappelijke naam van de soort is voor het eerst geldig gepubliceerd in 1915 door de Man.